# تروي سميث (لاعب كرة قدم أمريكية)
تروي سميث (بالإنجليزية: Troy Smith)‏ هو لاعب كرة قدم أمريكية أمريكي، ولد في 30 يوليو 1977 في غرينفيل في الولايات المتحدة.

## وصلات خارجية
- تروي سميث على موقع كلية كرة السلة في سبورتس رفرنس.كوم (الإنجليزية)
- تروي سميث على موقع مرجع كرة القدم المحترفة.كوم (الإنجليزية)